# Île de Printegarde
L'île de Printegarde est une île d'Ardèche située sur le Rhône, faisant partie de la commune de La Voulte-sur-Rhône. Sa superficie est de 460 hectares. L'île est classée en ZNIEFF Confluent de la Drôme et du Rhône. Le barrage de Printegarde se trouve à l'extrémité sud de l'île.